# مجدد (الاتصال عن بعد)
المجدد في مجال الاتصال عن بعد هو جهاز إلكتروني يعمل على إعادة بناء وإعادة التشكيل للرسالة المشفرة قبل إعادة إرسالها مرة أخرى.

## الاستخدام
يستخدم مع الإشارات الرقمية التي يتم إرسالها للمسافات الطويلة، والتي تصبح أضعف ومشوهة. فيحرص المجدد على تصحيح شكل الموجة بصورة دورية لتواصل رحلتها بنجاح.

بينما يعمل المضخم البسيط على تكبير المطال، ولا يعمل على تصحيح شكل الموجة.